# مهدی مرندی
مهدی مرندی (زاده ۲۲ اردیبهشت ۱۳۶۵ در قزوین) با نام دیگر سیامک مرندی، والیبالیست ایرانی و لیبروی تیم ملی والیبال مردان ایران است.
مرندی در مسابقات انتخابی المپیک تابستانی ۲۰۱۶ به عنوان لیبرو عملکرد درخشانی از خود به جای گذاشت.
مرندی اکنون برای فولاد سیرجان بازی می کند.